# ソンクラー・ユナイテッドFC
ソンクラー・ユナイテッド・フットボールクラブ（タイ語: สโมสรฟุตบอล สงขลา ยูไนเต็ด, 英語: Songkhla United Football Club）は、タイ王国のソンクラー県をホームタウンとするサッカークラブ。

## 歴史

### ブリーラムFC
2009年（仏滅紀元2552年）、ブリーラム県をホームタウンとするサッカークラブ「ブリーラムFC」として創設された。
2010年、リージョナルリーグ・ディヴィジョン2の東北部地域リーグで2位になった。チャンピオンズリーグではグループAで優勝し、タイ・ディヴィジョン1リーグ昇格を決めた。優勝決定戦ではグループB優勝のプーケットFCに勝利した。
2011年、ディヴィジョン1リーグ1年目で優勝を果たし、タイ・プレミアリーグ初昇格を決めた。

### ソンクラー・ユナイテッドFC
2012年1月、ブリーラムFCは、プレミアリーグ所属で同じブリーラム県をホームタウンとするブリーラムPEA FCと合併した。ブリーラムPEA FCはブリーラム・ユナイテッドFCに改称し、ブリーラムFCの経営権はディヴィジョン1リーグ所属のソンクラーFCに売却された。ソンクラーFCは新たにソンクラー県をホームタウンとするウアチョン・ユナイテッドFCを創設し、プレミアリーグへの参加が認められた。
2013年、ウアチョン・ユナイテッドFCとソンクラーFCは合併し、ソンクラー・ユナイテッドFCが誕生した。
2014年12月、林雅人が監督に就任した。

## タイトル
- タイ・ディヴィジョン1リーグ 優勝 (1) : 2011
- リージョナルリーグ・ディヴィジョン2 優勝 (1) : 2010

## 過去の成績
| シーズン | ディビジョン           | 順位 | FAカップ |
| -------- | ---------------------- | ---- | -------- |
| 2009     | ディヴィジョン2 東北部 | 4位  |          |
| 2010     | ディヴィジョン2 東北部 | 2位  |          |
| 2011     | ディヴィジョン1        | 1位  | 3回戦    |
| 2012     | プレミア               | 13位 | 3回戦    |
| 2013     | プレミア               | 12位 | 3回戦    |
| 2014     | プレミア               | 18位 | 4回戦    |
| 2015     | ディヴィジョン1        |      |          |

## 歴代所属選手
- 樋口大輝 2012-2013
- ヴィンセント・ケイン 2014
- 堀田秀平 2015

## 歴代監督
- 林雅人 2015